# دم‌خاری ابروخاکستری
دم‌خاری ابروخاکستری (نام علمی: Cranioleuca curtata) نام یک گونه از سرده دم‌خاری‌های نمادین است.